# Olympische Sommerspiele 2008/Teilnehmer (Cayman Islands)
| Gelbes Symbol für Goldmedaillen mit stilisierten Olympischen Ringen | Graues Symbol für Silbermedaillen mit stilisierten Olympischen Ringen | Braundes Symbol für Bronzemedaillen mit stilisierten Olympischen Ringen |
| ------------------------------------------------------------------- | --------------------------------------------------------------------- | ----------------------------------------------------------------------- |
| —                                                                   | —                                                                     | —                                                                       |

Die Cayman Islands waren mit der Teilnahme an den Olympischen Sommerspielen 2008 in Peking insgesamt zum 8. Mal bei Olympischen Spielen vertreten. Die erste Teilnahme war 1976.

## Teilnehmer nach Sportarten

### Leichtathletik
| Disziplin    | Männer        | Frauen             |
| ------------ | ------------- | ------------------ |
| 100 m        |               | Cydonie Mothersill |
| 200 m        |               | Cydonie Mothersill |
| 110 m Hürden | Ronald Forbes |                    |

### Schwimmen
- Brett Fraser
Männer, 200 m Rücken

- Shaune Fraser
Männer, 100 m Freistil
Männer, 200 m Freistil
Männer, 100 m Schmetterling